# Julie McGregor
Julie McGregor (* 26. November 1948 in Sydney, Australien) ist eine australische Schauspielerin.
Julie McGregor wurde einem größeren Publikum durch die Rolle der Betty Wilson in der australischen Sitcom Hey Dad! bekannt. Sie spielte ihre Rolle von 1986 bis 1994 in allen 291 Folgen der Serie. Zusätzlich spielte sie denselben Charakter in 13 Folgen des Serien-Ablegers Hampton Court.
Ihr Markenzeichen in dieser Rolle war eine naiv-dumme Ausstrahlung und ihre feuerrote wilde Haarpracht.

## Filmographie
- 1977: Backroads
- 1977: The Naked Vikar Show
- 1979: Palm Beach
- 1980: Don't ask us
- 1981: Punishment
- 1983: The City's Edge
- 1984: Fast Talking
- 1984: Sons and Daughters
- 1986: Hey Dad!
- 1991: Hampton Court